# Marion County, Alabama
Marion County är ett administrativt område i delstaten Alabama, USA, med 30 776 invånare. Den administrativa huvudorten (county seat) är Hamilton.

## Geografi
Enligt United States Census Bureau har countyt en total area på 1 926 km². 1 920 km² av den arean är land och 6 km² är vatten.

### Angränsande countyn
- Franklin County - nord
- Winston County - öst
- Walker County - sydöst
- Fayette County - syd
- Lamar County - sydväst
- Monroe County, Mississippi - sydväst
- Itawamba County, Mississippi - väst